# Fontvieille (Bouches-du-Rhône)
Fontvieille település Franciaországban, Bouches-du-Rhône megyében. Lakosainak száma 3555 fő (2022. január 1.). Fontvieille Arles, Les Baux-de-Provence, Paradou, Saint-Étienne-du-Grès és Tarascon községekkel határos.

## Népesség
A település népességének változása:
| Lakosok száma | 2440 | 3374 | 3642 | 3417 | 3653 | 3627 | 3591 | 3544 | 3531 | 3555 |
|               | 1968 | 1982 | 1990 | 2006 | 2012 | 2015 | 2017 | 2019 | 2020 | 2022 |